# Las Matas de Farfán (kommun)
Las Matas de Farfán är en kommun i Dominikanska republiken.   Den ligger i provinsen San Juan, i den västra delen av landet, 170 km väster om huvudstaden Santo Domingo. Antalet invånare i kommunen är cirka 44 000.
Följande samhällen finns i Las Matas de Farfán:
- Las Matas de Farfán